# Gekkan Bunkazai
Gekkan Bunkazai (月刊文化财, Lit. "Propriedades Culturais Mensais") é uma revista mensal de pesquisa sobre património cultural do Japão. É publicada em japonês pela Agência de Assuntos Culturais (文化庁, bunkachō).